# Smoke in tha City
Smoke in tha City è il nono album in studio da solista del rapper statunitense MC Eiht, pubblicato nel 2004.

## Tracce
1. Stand Up (featuring RBX)
2. Do Compton
3. I'm That
4. My Nine Mil (featuring Daz Dillinger)
5. Every Day (featuring Kenyatta)
6. Get at Me
7. She Likes Gurlz (featuring Rezee, Boki & Kenyatta)
8. Don't Play (featuring The Game)
9. Whateva You Do (featuring Kenyatta)
10. 8 Seconds
11. Don't Move (featuring Jayo Felony)
12. Some Don't Make It (featuring Menace & Kenyatta)
13. Killin Folks (featuring Young Buck & Skip)
14. U Owe Me
15. They Hatin
16. Thats My Sh*T (featuring Spice 1 & Boki)
17. We Don't Like You (featuring Danisha)
18. U Got Me F*%#'d Up (featuring Rezee, Menace & Kokane)
19. When I Go